# Idara Victor
Idara Victor, född 6 december 1987 i New York, är en amerikansk skådespelare.
Victor har bland annat medverkat i TV-serierna Rizzoli & Isles (2014-2016), Turn (2014-2017), Minx från 2022. Hon har även medverkat i filmen Alita: Battle Angel från 2019.

## Filmografi (i urval)
- 2014–2016 – Rizzoli & Isles (TV-serie)
- 2014–2017 – Turn (TV-serie)
- 2019 – Alita: Battle Angel
- 2022 – Minx (TV-serie)